# Костенко, Константин Петрович
Константин Петрович Костенко (10 ноября 1939, Магадан — 6 февраля 2004, Барнаул) — советский гребец-байдарочник, четырёхкратный чемпион СССР (1971—1974), чемпион Европы (1967), двукратный чемпион мира (1970, 1971). Заслуженный мастер спорта СССР (1970).

## Биография
Константин Костенко родился 10 ноября 1939 года в Магадане. Вырос в городе Никополь. В юности увлекался велоспортом, однако во время одной из многодневных гонок застудил ноги и врачи порекомендовали ему сменить вид спорта на какой-то из тех, где больше задействованы руки чем ноги. Это подтолкнуло его перейти к занятиям греблей на байдарке.
Во время прохождения военной службы тренировался у Виталия Зворыгина. В 1965—1968 годах учился в Волгоградском политехническом институте, где с ним стал работать Анатолий Яковлев. В дальнейшем перевёлся в Алтайский политехнический институт и переехал на постоянное место жительства в Барнаул.
В 1967 году был включён в состав сборной СССР на чемпионате Европы в Дуйсбурге и выиграл золотую медаль в классе одиночек на дистанции 10000 метров. В 1969 году на чемпионате Европы в Москве стал бронзовым призёром в той же дисциплине.
С 1970 года выступал в классе байдарок-двоек со своим постоянным напарником Вячеславом Кононовым. В 1970 и 1971 годах их экипаж завоёвывал золотые награды чемпионатов мира, а в 1974 году на чемпионате мира в Мехико занял 3 место.
В 1974 году завершил свою спортивную карьеру. В 1970-х и 1980-х годах работал на различных должностях в Государственной автомобильной инспекции МВД СССР. Был инициатором создания в одной из проток на правом берегу реки Обь гребного канала, являющегося местом проведения всероссийских и международных соревнований.
Умер 6 февраля 2004 года от инфаркта. Похоронен на Власихинском кладбище в Барнауле.
С 2008 года имя Константина Костенко носит краевая Спортивная школа олимпийского резерва по гребле на байдарках и каноэ. В ноябре 2019 года на территории этой школы ему был установлен памятник.